# Плацентация
Плацента́ция — способ расположения плацент и семяпочек (семязачатков) на плодолистиках в завязях цветковых растений. Различия в плацентации имеют важное значение в познании эволюции цветковых растений.
Расположение плацент, как и размещение семяпочек у разных групп цветковых растений, неодинаково и тесно связано с тем или иным типом гинецея. Различают два основных типа плацентации: сутуральную, или краевую, и ламинальную, или поверхностную. При сутуральной плацентации плаценты располагаются по краям плодолистиков, прилегая к брюшному шву, а при ламинальной семязачатки прикреплены к боковым частям внутренней поверхности плодолистика или же разбросаны почти по всей этой поверхности, но не вдоль брюшного шва.

## Сутуральная плацентация
Сутуральная плацентация может быть подразделена на аксиальную (с расположением семяпочек вдоль брюшных швов в углу вентральной области плодолистика в апокарпном или синкарпном гинецее), париетальную (когда семяпочки располагаются вдоль швов в паракарпном гинецее или же на прикреплённых к швам интрузивных плацентах) и свободно-центральную (здесь семяпочки располагаются вдоль центрального столбика лизикарпного гинецея).
Для апокарпных гинецеев (включая мономерные) характерна аксиальная плацентация с расположением семязачатков по краям плодолистиков в два ряда вдоль брюшных швов.
В ценокарпных гинецеях (синкарпном, паракарпном и лизикарпном) встречаются разные типы сутуральной плацентации. Это связано с особенностями срастания плодолистиков.
Своеобразный вариант аксиальной плацентации характерен для синкарпного гинецея. В этом случае кондупликатные или инволютные плодолистики срастаются боковыми частями; при этом образуются перегородки, разделяющие сформировавшиеся гнёзда завязи, число которых соответствует числу сросшихся плодолистиков. Брюшные швы плодолистиков, несущих плаценты, оказываются в центре завязи. Такую плацентацию называют центрально-краевой, или центрально-угловой (лилейные, колокольчиковые, бурачниковые).
В паракарпном гинецее плодолистики срастаются не боковыми поверхностями, а краями, образуя одногнёздную завязь. Плацентация в этом типе гинецея — париетальная, или постенная: постенно-краевая, если плаценты расположены по краям плодолистиков и постенно-спинная, если они приурочены к средним жилкам плодолистиков. Она характерна для видов многих семейств и порядков (капустные, маковые, фиалковые, ивовые, орхидные и др.).
Лизикарпный гинецей также имеет одногнёздную завязь, но плаценты в ней находятся в поднимающейся со дна завязи колонке. Это — свободно-центральная плацентация (она же колончатая, или столбчатая). Такая плацентация характерна для первоцветных, гвоздичноцветных.

## Ламинальная плацентация
Считается, что для примитивных покрытосеменных была характерна ламинальная плацентация, которая встречается и у некоторых современных цветковых.
Такая плацентация может быть подразделена на ламинарно-латеральную (при которой семязачатки прикреплены к боковым частям адаксиальной поверхности плодолистика между средней и латеральной жилкой; примеры — тасманния, дегенерия), ламинарно-диффузную (при которой семязачатки разбросаны почти по всей адаксиальной поверхности плодолистика; примеры — сусак, кувшинковые, лимнохарисовые) и ламинарно-дорсальную (при которой семязачатки занимают заднюю поверхность плодолистика; примеры — лотос, роголистник, кабомбовые).